# Saint-Firmin-des-Bois
Saint-Firmin-des-Bois ist eine französische Gemeinde mit 498 Einwohnern (Stand: 1. Januar 2022) im Département Loiret in der Region Centre-Val de Loire. Sie gehört zum Arrondissement Montargis und zum Kanton Courtenay. Die Bewohner nennen sich Saint-Firminois.

## Geographie
Saint-Firmin-des-Bois liegt in der Landschaft Gâtinais orléanais, etwa 75 Kilometer ostnordöstlich von Orléans. Umgeben wird Saint-Firmin-des-Bois von den Nachbargemeinden La Selle-en-Hermoy im Norden und Nordwesten, Chuelles im Osten und Nordosten, Château-Renard im Süden und Osten sowie Saint-Germain-des-Prés im Westen und Südwesten.

## Bevölkerungsentwicklung
| 1962                       | 1968 | 1975 | 1982 | 1990 | 1999 | 2006 | 2018 |
| -------------------------- | ---- | ---- | ---- | ---- | ---- | ---- | ---- |
| 327                        | 267  | 272  | 281  | 362  | 419  | 460  | 457  |
| Quellen: Cassini und INSEE |      |      |      |      |      |      |      |

## Sehenswürdigkeiten

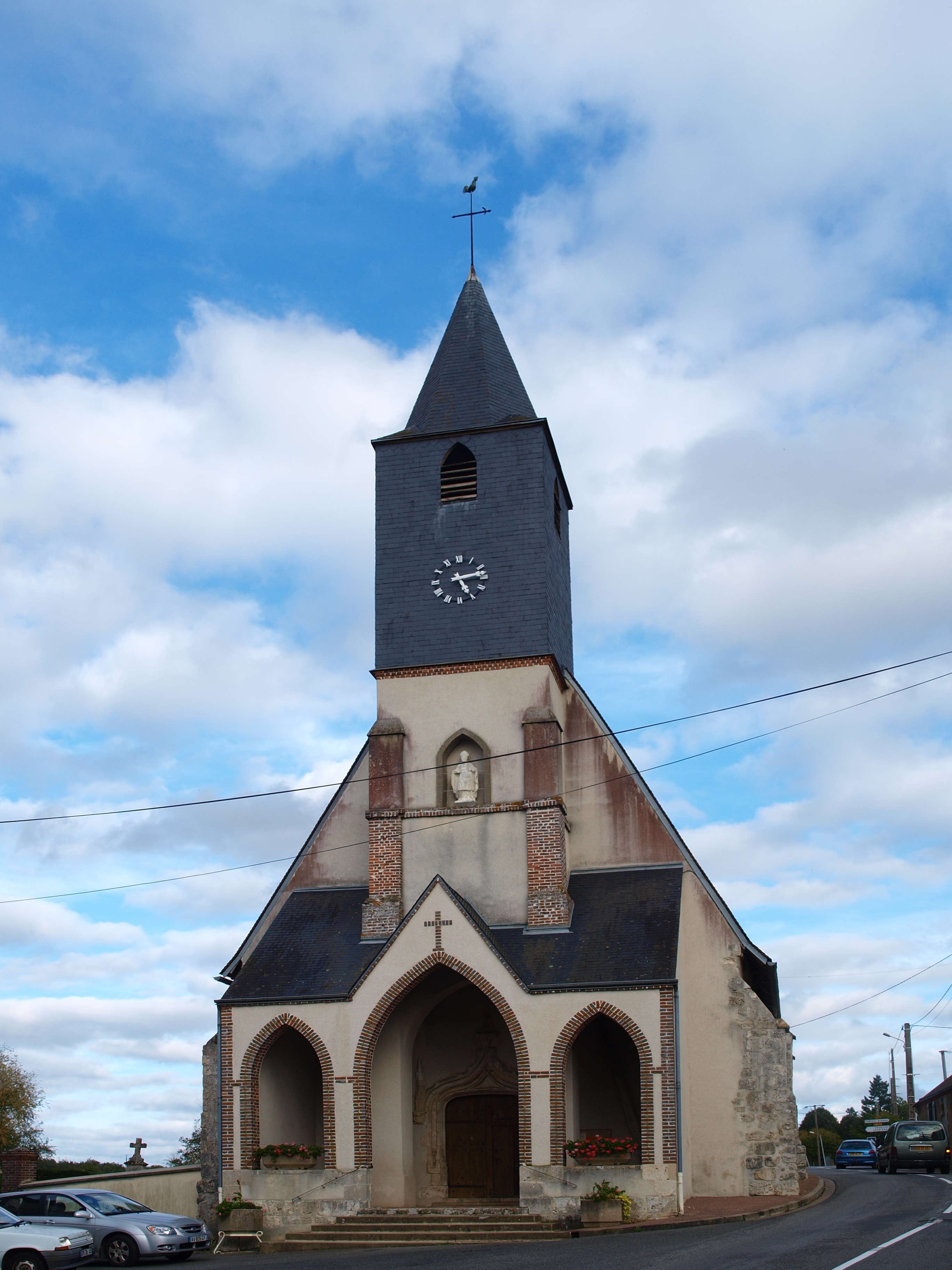
Kirche Saint-Firmin

- Kirche Saint-Firmin